# Район Меґуро (Токіо)
35°38′28.92″ пн. ш. 139°41′53.49″ сх. д. / 35.6413667° пн. ш. 139.6981917° сх. д.
Райо́н Меґуро́ (яп. 目黒区, めぐろく, МФА: [meguɾo ku̥], «Чорноокий район») — особливий район в японській столиці Токіо.

## Географія
Площа району Меґуро на 1 жовтня 2008 становила близько 14,70 км².

## Населення
Населення району Меґуро на 1 липня 2011 становило близько 269 469 осіб. Щільність населення становила 18 331,2 осіб/км².

## Освіта
- Токійський технічний університет (головний кампус)
- Токійський університет (додатковий кампус)

## Галерея

Розташування